# Russia ai Giochi della XXVIII Olimpiade
La Russia partecipò ai Giochi della XXVIII Olimpiade, svoltisi ad Atene, Grecia, dal 13 al 29 agosto 2004, con una delegazione di 446 atleti impegnati in ventinove discipline.

## Medaglie
| Medaglia | Atleta | Sport         | Evento           |
| -------- | ------ | ------------- | ---------------- |
| Bronzo   | Russia | Pallacanestro | Torneo femminile |
| Bronzo   | Russia | Pallanuoto    | Torneo maschile  |

## Risultati

### Pallacanestro
- Donne

| Atleta | Classifica |
| --- | ---------- |
| V · D · M Nazionale russa - Pallacanestro ai Giochi della XXVIII Olimpiade - Torneo femminile 4 Artešina · 5 Rachmatulina · 6 Vodop'janova · 7 Gustilina · 8 Baranova · 9 Šč'egoleva · 10 Korstin · 11 Stepanova · 12 Kalmykova · 13 Karpova · 14 Osipova · 15 Archipova · All. Vadim Kapranov | Bronzo     |
| Nazionale russa - Pallacanestro ai Giochi della XXVIII Olimpiade - Torneo femminile |            |
| 4 Artešina · 5 Rachmatulina · 6 Vodop'janova · 7 Gustilina · 8 Baranova · 9 Šč'egoleva · 10 Korstin · 11 Stepanova · 12 Kalmykova · 13 Karpova · 14 Osipova · 15 Archipova · All. Vadim Kapranov                                                                                               |            |

### Pallanuoto
- Uomini

| Atleta | Classifica |                   |
| --- | --- | ----------------- |
| V · D · M Nazionale maschile russa di pallanuoto · Giochi olimpici - Atene 2004 Balašov · Chomakhidze · Eryšov · Fëdorov · Garbuzov · Gorškov · Kozlov · Maksimov · Rekečinskij · Stratan · Jurčik · Zakirov · Zinnurov · CT : Aleksandr Kabanov | Bronzo |                   |
| Nazionale maschile russa di pallanuoto · Giochi olimpici - Atene 2004 | |                   |
| Balašov · Chomakhidze · Eryšov · Fëdorov · Garbuzov · Gorškov · Kozlov · Maksimov · Rekečinskij · Stratan · Jurčik · Zakirov · Zinnurov · CT: Aleksandr Kabanov                                                                                  | Balašov · Chomakhidze · Eryšov · Fëdorov · Garbuzov · Gorškov · Kozlov · Maksimov · Rekečinskij · Stratan · Jurčik · Zakirov · Zinnurov · CT: Aleksandr Kabanov | Russia (bandiera) |

- Donne

| Atleta | Classifica |                   |
| --- | --- | ----------------- |
| V · D · M Nazionale femminile russa di pallanuoto · Giochi olimpici - Atene 2004 1 Voroncova · 2 Šepelina · 3 Salimova · 4 Konuch · 5 Smurova · 6 Zlotnikova · 7 Zubkova · 8 Bogdanova · 9 Petrova · 10 Turova · 11 Šišova · 12 Vasil'eva · 13 Jajna · CT : Aleksandr Klejmenov | 5° |                   |
| Nazionale femminile russa di pallanuoto · Giochi olimpici - Atene 2004 | |                   |
| 1 Voroncova · 2 Šepelina · 3 Salimova · 4 Konuch · 5 Smurova · 6 Zlotnikova · 7 Zubkova · 8 Bogdanova · 9 Petrova · 10 Turova · 11 Šišova · 12 Vasil'eva · 13 Jajna · CT: Aleksandr Klejmenov                                                                                   | 1 Voroncova · 2 Šepelina · 3 Salimova · 4 Konuch · 5 Smurova · 6 Zlotnikova · 7 Zubkova · 8 Bogdanova · 9 Petrova · 10 Turova · 11 Šišova · 12 Vasil'eva · 13 Jajna · CT: Aleksandr Klejmenov | Russia (bandiera) |